# Spiraea alaschanica
Spiraea alaschanica là loài thực vật có hoa trong họ Hoa hồng. Loài này được Y.Z. Zhao & T.J. Wang mô tả khoa học đầu tiên năm 2000.